# Parbati (rivière de l'Himachal Pradesh)
Pour les articles homonymes, voir Parbati.
La Parbati est une rivière de l'État de l'Himachal Pradesh, en Inde et un affluent de la Beâs donc un sous-affluent de l'Indus par le Sutlej.

## Géographie
Elle naît dans le glacier du Man Talai, puis coule vers l'ouest, en passant la cité-temple de Manikaran.
Elle afflue ensuite dans la Beas à Bhuntar, à 10 km de Kullu. 